# Škoda Ahoj!
Škoda Ahoj! je maketa koncepčního vozu Škoda Auto, který byl navržen na počátku roku 2000 pod vedením šéfdesignéra značky Thomase Ingenlatha. Modrá maketa vozu byla veřejnosti představena na několika místech v průběhu roku 2002. 
Vůz vycházel z podlahové plochy první generace modelu Škoda Fabia. Vozidlo bylo určeno pro mladé lidi. Konstrukce byla obohacena o řešení, jako je modulární přístrojová deska pro cestovní výbavu, způsoby přístupu do zavazadlového prostoru a jeho tvarování a vyměnitelné celé panely karoserie, které umožňují snadnou a levnou výrobu odvozených verzí.

## Parametry
Jednalo se o čtyř- až pětimístný vůz se čtyřmi dveřmi a hranatou karosérií. Přední osa byla posunutá dopředu a boční linie oken snížená dolů. Kabina byla celkově výše položená. Střešní lišty se daly změnit (pootočením) z podélných na příčné.